# 环纹坚石蛤
是帘蛤目尖峰蛤科堅石蛤屬的一种。其种加词“striata”意为“有条纹的”。

## 分佈
本物種見於越南、中国大陆、台湾及琉球，常栖息在潮间带。然而由於其棲息地受到人類活動帶來的微膠粒影響，其生存亦開始受威脅。